# K의 즐거운 사생활
K의 즐거운 사생활은 대한민국의 방송국 MBC의 라디오 채널 MBC FM4U(수도권 91.9MHz)에서 오전 3시부터 오전 4시 55분까지 방송된 라디오 프로그램이다. K는 진행자 김태훈이며, 2012년 10월 22일 가을 개편으로 신설되었다. 2013년 1월 12일 팟캐스트 차트 100위권 진입을 기념하여 첫 생방송을 진행하였다. 매달 첫째주 일요일은 방송시스템 점검을 위한 정파가 실시되어 방송되지 않았고, 2013년 3월 25일부터 MBC 라디오 봄 개편을 맞아 방송 시작 시간을 1시간 앞당겨 2시 ~ 4시까지 방송했다. 그러나 2013년 가을 개편때는 다시 새벽 3시부터 방송되었다.
2014년 11월 17일 MBC 가을 개편에서 2년 만에 폐지되었다.

## 코너
- K의 사생활이 궁금합니다
- 생선 작가의 겸손은 힘들어[1]
- K가 K에게
- K의 혼잣말
- K의 오늘의 노래
  - K의 추천곡 (1부 · 2부 각 끝곡)

### 요일 코너 (1부)
- 금요일 : 김용언의 책장에 없는 책
  - 프레시안 김용언 기자 출연
- 토요일 : 미남은 아니지만, 영화!
  - 영화평론가 최광희 기자 출연
- 일요일 : 심플 뮤직 심플 라이프

#### 특별 코너
- 게스트가?[2]

## 동시간대 프로그램
- 더 가까이 정지원입니다(3:00~4:55), (KBS 쿨FM)
- 애프터 클럽(3:00~4:00), (SBS 파워FM)
- 깊은 밤을 날아서(3:00~4:00), (ubc 그린FM)
- My FM 사운드 오브 뮤직(3:00~6:00), (kbc 마이FM)
- NONSTOP 음악산책(월~토 3:00~4:55, 일 3:00~4:00), (JTV 매직FM)
- 신명! 우리 가락 속으로(일 4:00~4:55), (JTV 매직FM)
- 뮤직블로그(3:00~4:55), (G1 Fresh FM)
- 장성규의 FM TOWN(3:00~4:55), (JIBS 뉴파워FM)

## 참조
1. ↑  코너 시작 배경음으로 조영남의 노래인 겸손은 힘들어가 깔리곤 했다.
2. ↑  2013년 1월 5일까지는 마늘이 고정 출연하였으나 2013년 1월 19일부터는 매주 새로운 게스트가 출연했다.

## 같이 보기
- MBC
- MBC FM4U